# Sif (déesse)
Pour les articles homonymes, voir Sif.
Cet article concerne la déesse de la mythologie nordique. Pour la version de Marvel Comics, voir Sif (Marvel Comics).
Sif (en vieux norrois : Sif) est la déesse asyne du blé de la mythologie nordique, l'une des Asynes et l'épouse de Thor. Avec lui, elle eut Thrud. Elle est également la mère d'Ull, par un père non spécifié. Elle est assimilée à la prophétesse Sibylle et pouvait se transformer en cygne. Elle est attestée dans l'Edda poétique, compilée au 13e siècle de sources traditionnelles plus anciennes, de l'Edda de Snorri et de la poésie de Scalde. Dans les deux "Edda", elle est connue pour ses cheveux dorés et est mariée à Thor.
L'Edda de Snorri raconte que Sif s'est une fois fait tondre les cheveux par Loki et que Thor a forcé Loki à faire fabriquer un casque doré pour Sif, ce qui a non seulement donné les cheveux dorés de Sif mais aussi cinq autres objets pour d'autres dieux. Sif est également nommée comme la mère de Þrúðr par Thor et d'Ull. Elle était présente au festin qu'offrit Ægir aux Ases.
L'or est appelé « chevelure de Sif », parce que Loki lui avait coupé les cheveux, et les remplaça par une chevelure faite d'or, sous la contrainte de Thor, forgée par les nains Brokk et Eitri. Cette chevelure avait le pouvoir de pousser comme de vrais cheveux et fit d'elle un symbole de beauté. 
Pour Snorri Sturluson, Sif est identique à la géante Járnsaxa. Le nom de la déesse a été donné à une île de l'océan austral découverte en 2020, l'île Sif.

## Étymologie
Son nom est issu du vieil islandais Sif, à rapprocher de sifjar (le pluriel) « affinité, apparenté par mariage ». Le mot sif est de plus un synonyme de jörð « terre ». Sifjar apparaît non seulement dans la poésie ancienne et les récits de droit, mais aussi dans les composés (byggja sifjar signifie « se marier »). En utilisant cette étymologie, le chercheur John Lindow en donne la signification « belle-famille », le chercheur Andy Orchard en donne « relation », et le chercheur Rudolf Simek en donne « la relation par le mariage »,.